# Horloge universelle Urania

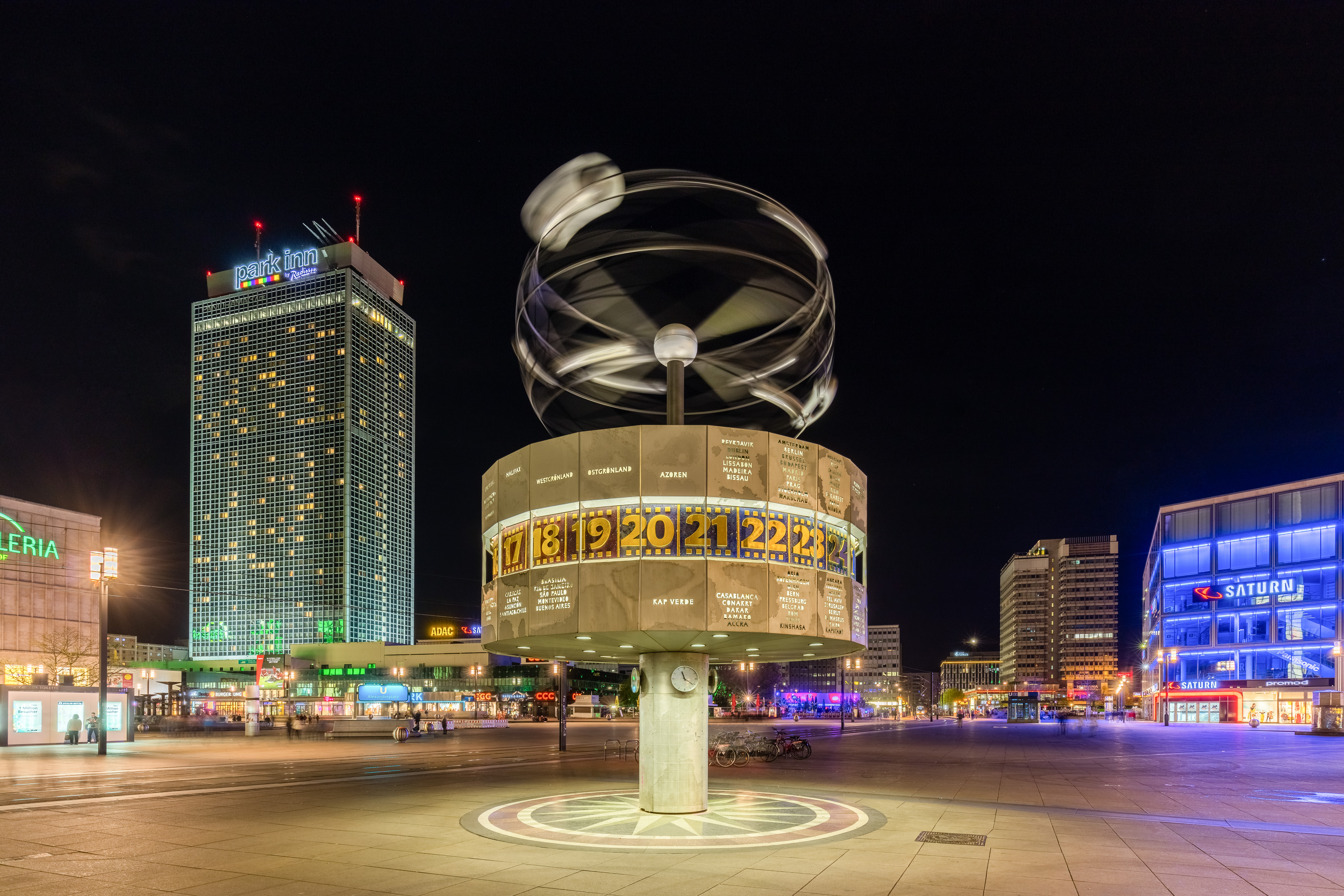
Une vue nocturne de l'horloge universelle, prise le 22 avril 2016.

L'horloge universelle (en allemand : Weltzeituhr), ou horloge universelle Urania (Urania-Weltzeituhr), est une grande horloge en forme de tourelle située sur  Alexanderplatz dans le quartier de Mitte à Berlin, en Allemagne. Les inscriptions sur sa rotonde métallique permettent de déterminer l'heure dans 148 grandes villes du monde entier. Depuis sa construction en 1969, elle est devenue une attraction touristique et un lieu de rencontre. En juillet 2015, le gouvernement allemand a classé l'horloge monument d'importance historique et culturelle.

## Histoire

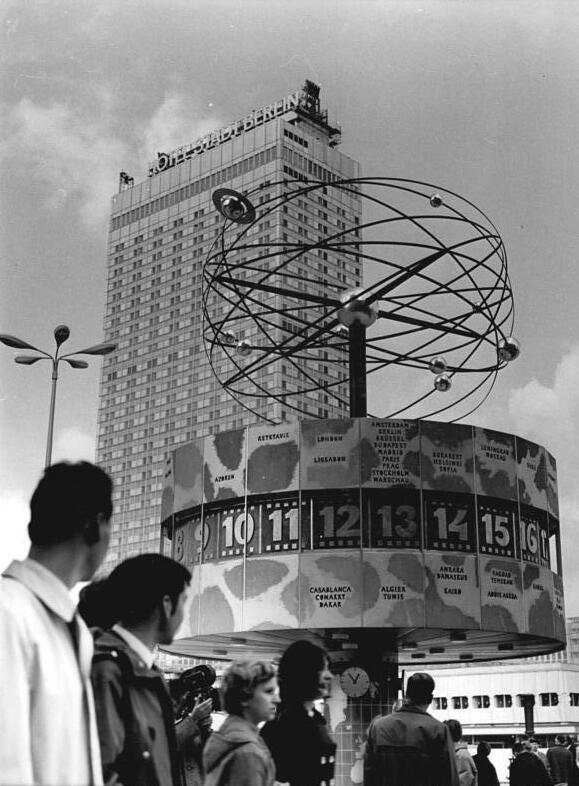
L'horloge mondiale peu après son ouverture au public, photo prise le 3 octobre 1969

L'horloge, pesant seize tonnes, est ouverte au public le 30 septembre 1969, peu avant le vingtième anniversaire de la République démocratique allemande, en même temps que la tour de télévision de Berlin. L'édification de l'horloge fait partie d'un plan plus large d'extension et de réorganisation de l'ensemble de l'Alexanderplatz. À la fin des travaux, la place est quatre fois plus étendue qu'elle ne l'était à la fin de la Seconde Guerre mondiale.
L'horloge est conçue par le designer Erich John, un employé du projet de transformation de l'Alexanderplatz sous la direction de Walter Womacka, et maître de conférences à l'École supérieure d'art de Berlin-Weißensee (de) (alors appelée Hochschule für bildende und angewandte Kunst), où il enseigne le design de produits. L'idée d'ériger une horloge sur l'Alexanderplatz est née lorsque les vestiges de la colonne Urania (aussi appelée Wettersäule), une horloge publique d'avant la Seconde Guerre mondiale, sont retrouvés lors de la restauration de la place en 1966.
La construction de l'horloge mobilise plus de 120 ingénieurs et spécialistes, dont le sculpteur Hans-Joachim Kunsch, et la société Getriebefabrik Coswig.
En 1987 sort une pièce commémorative représentant l'horloge universelle. En 1997, les villes de Tel Aviv et Jérusalem sont ajoutées à l'horloge lors d'une réparation du mécanisme - lors de sa construction, ces villes ont été omises en raison des sensibilités politiques entourant la nation d'Israël de l'époque,. Deux villes qui ont changé de nom depuis la construction de l'horloge ont également été mises à jour : Leningrad en Saint-Pétersbourg et Alma Ata en Almaty.

## Fonctionnement
L'horloge est constituée d'une grande colonne à vingt-quatre côtés dont la section transversale est un tétraicosagone régulier. Chaque côté de la colonne représente l'un des vingt-quatre principaux fuseaux horaires de la Terre, et les noms des principales villes qui utilisent ce fuseau horaire y sont gravés. Une rose des vents est peinte sur le trottoir sous la colonne qui soutient l'horloge. Quatre petites horloges analogiques sont situées sur les côtés de la colonne qui soutient la rotonde, et la tourelle est suffisamment haute pour que les gens se tiennent en dessous et aient accès aux petites horloges.
L'horloge est mécanique et, en fonctionnement normal, est constamment en mouvement, bien que celui-ci soit trop lent pour être perçu par l'œil humain. Les heures - sur une ligne de un à vingt-quatre - tournent autour de l'horloge tout au long de la journée. Pour lire l'horloge, l'utilisateur cherche le côté du tétraicosagone qui correspond à la ville ou au fuseau horaire qui l'intéresse et lit l'heure en dessous. Si le nombre n'est pas directement sous le côté, mais décalé d'une fraction, on doit estimer le nombre de minutes. Chaque nombre est encadré d'un rectangle de couleur différentes dont la longueur correspond à un côté du tétraicosagone.
Une fois par minute, une représentation artistique du  système solaire, faite d'anneaux et de sphères en acier, tourne également. Avec la sculpture, l'horloge universelle atteint 10 mètres de haut.
L'horloge est entraînée par un moteur électrique installé dans un espace de 5 m x 5 m x 1,9 m qui entraîne une boîte de vitesses construite à partir d'une boîte de vitesse de Trabant. Lors de la rénovation de l'horloge en 1997, la société Aurotec GmbH est amenée à remplacer des pièces d'origine défaillantes.

## Rôle social
L'horloge est devenue depuis les années 1970 le lieu de manifestations, ainsi qu'un point de repère des Berlinois vivant à proximité pour se rencontrer.
Le 12 mai 1983, les députés du Bundestag des Verts, dont Petra Kelly, Gert Bastianl et trois autres députés, déroulent devant l'horloge une bannière avec l'inscription Les Verts - De l'épée à la charrue avant d'être arrêtés.
À l'occasion du 40e anniversaire de la République démocratique allemande, le 7 octobre 1989, des groupes politiques d'opposition commencent leur manifestation depuis l'horloge pour se rendre au Palais de la République. Le gouvernement est-allemand réagit en arrêtant plus de 1 200 manifestants. Trente-trois jours plus tard a lieu la chute du mur de Berlin.

## Galerie

La tour de télévision surplombe l'horloge universelle.
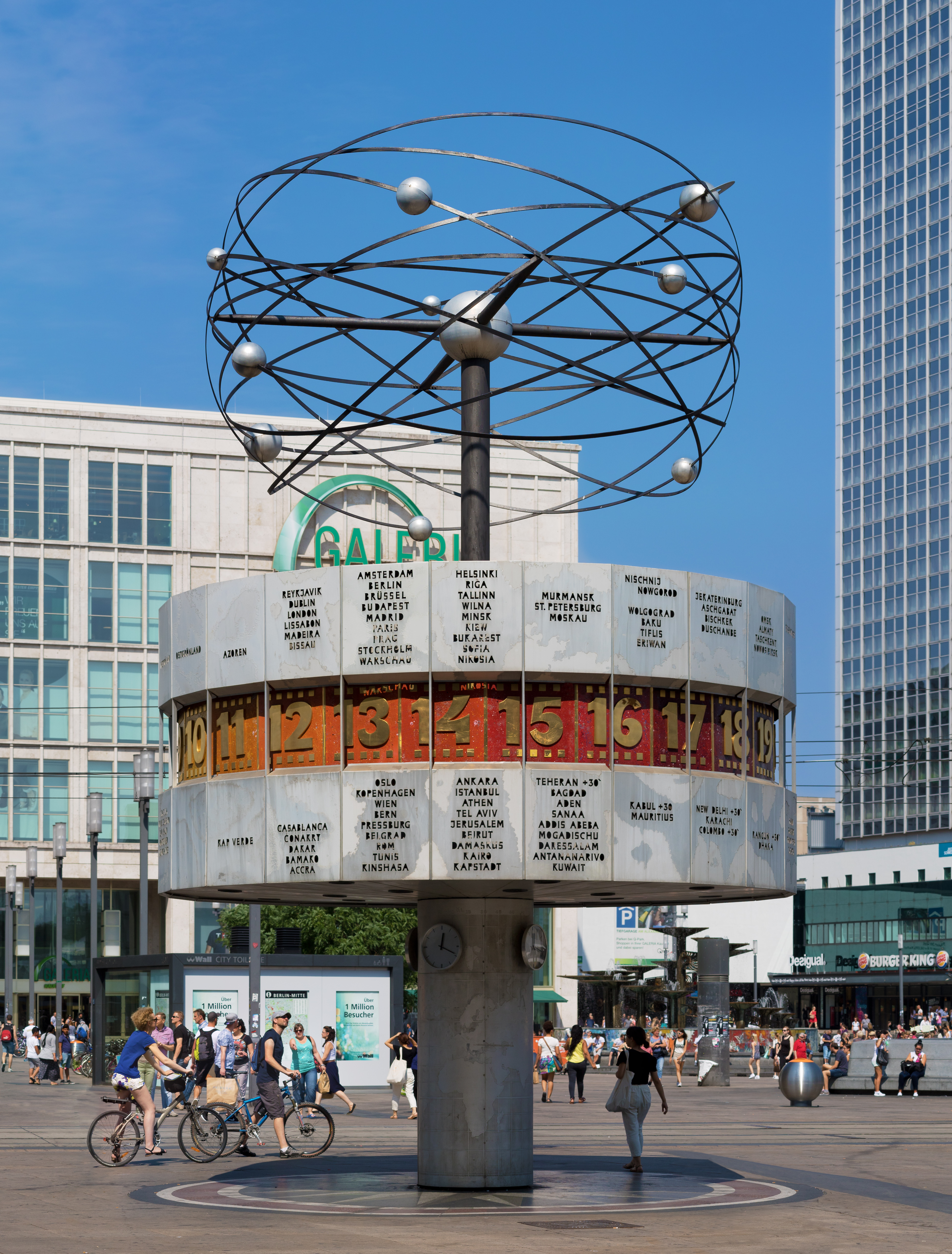
L'horloge en 2015.
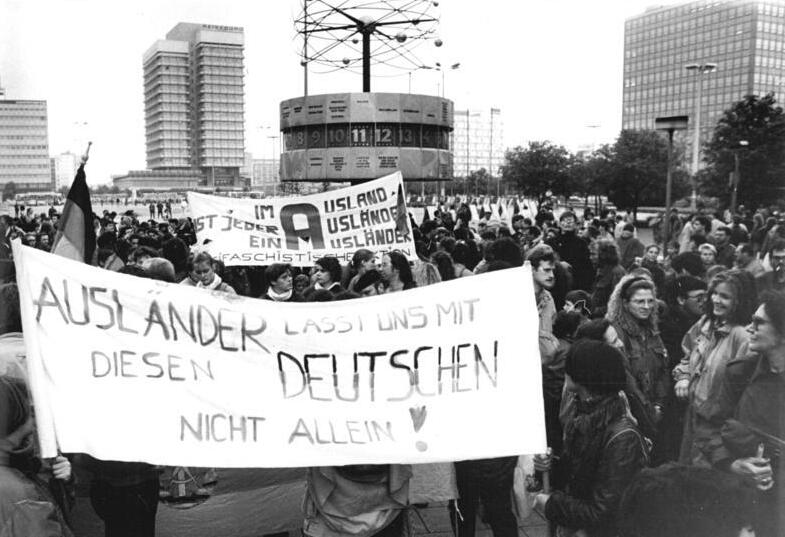
Une manifestation a eu lieu près de l'horloge le 24 avril 1990.
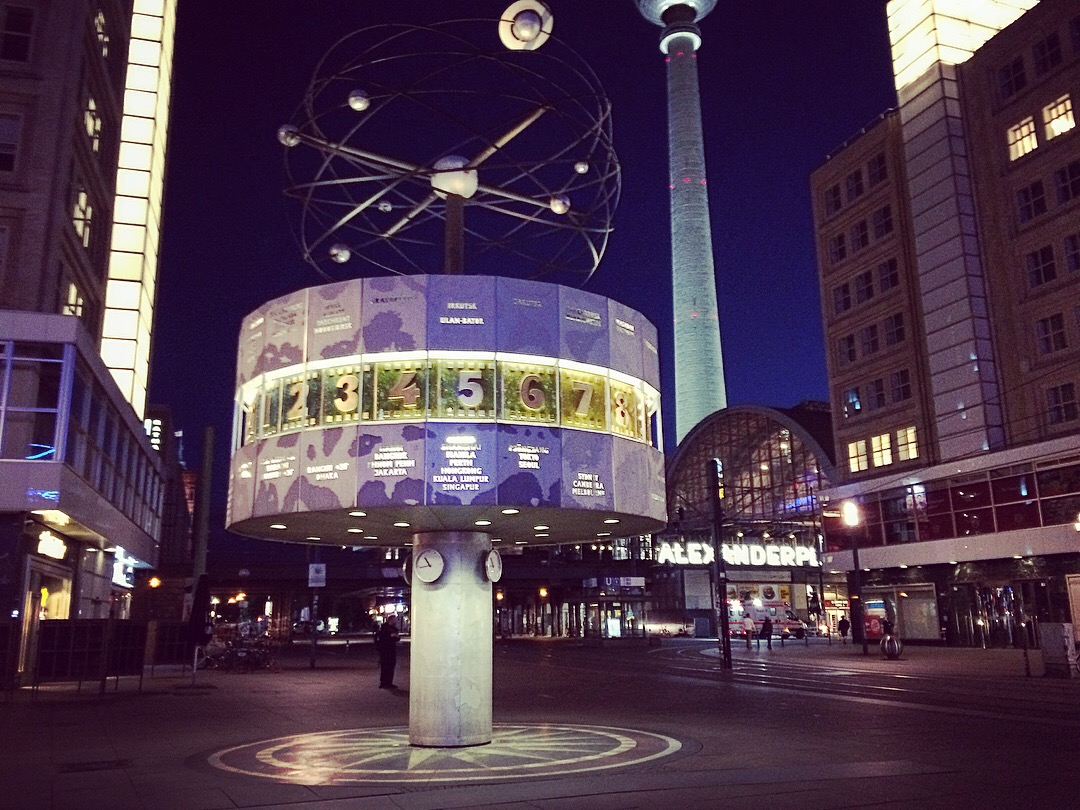
L'horloge mondiale de nuit, juillet 2018.